# 焦润明
焦润明（1958年—），辽宁大学中国近现代社会文化史研究中心主任，博士生导师。

## 生平
1983年毕业于东北师范大学历史系，1988年毕业于东北师范大学历史学院，1993年北京师范大学中国近代文化史专业史学博士毕业。2004年中国政法大学法学院法律史专业法学博士毕业。1994年破格晋升为副教授，1998年破格晋升为教授。